# Cilea (djur)
Cilea är ett släkte av skalbaggar som beskrevs av Jacquelin du Val 1856. Cilea ingår i familjen kortvingar.
Släktet innehåller bara arten Cilea silphoides.